# Antrodiaetus hageni
Espèce
Synonymes
- Brachybothrium hageni Chamberlin, 1917

Antrodiaetus hageni est une espèce d'araignées mygalomorphes de la famille des Antrodiaetidae.

## Distribution
Cette espèce se rencontre aux États-Unis dans l'Est de l'Oregon et dans l'Est de l'Washington et au Canada dans le Sud-Est de la Colombie-Britannique,. Elle a été découverte dans le comté de Stevens.

## Publication originale
- Chamberlin, 1917 : New spiders of the family Aviculariidae. Bulletin of the Museum of Comparative Zoology, Harvard, vol. 61, p. 25-75 (texte intégral).